# Juan Carlos Rocca
Juan Carlos Rocca es un exmilitar argentino, que alcanzó en la armada la jerarquía de teniente de navío. Ocupó el cargo de interventor federal y Gobernador de facto de Misiones, del 20 de septiembre al 3 de octubre de 1955, durante la presidencia de facto de Eduardo Lonardi durante la dictadura autodenominada Revolución Libertadora.

## Gobernador de la provincia de Misiones
Tras el derrocamiento del gobierno constitucional de Juan Domingo Perón, son intervenidas todas las provincias y depuestos los gobernadores electos. El Gobierno de la Provincia de Misiones, intervenido de facto por Rocca requiere ante la Junta Consultiva Provincial su opinión acerca de la derogación o a la vigencia de la Constitución Provincial de 1954.
Dicha Junta constituida por ciudadanos misioneros, se expide el 20 de abril de 1956 a favor de la vigencia de la Constitución Provincial de 1954,a pesar de ello siete días más tarde la constitución sancionada en 1954 fue derogada por decreto del interventor de facto.
Durante su intervención fueron encarcelados concejales y ministros constitucionales depuestos, a su vez se inició una campaña de persecución política a estudiantes, gremialistas, artistas e intelectuales misioneros simpatizantes del peronismo.